# Sytuacja prawna i społeczna osób LGBT w Salwadorze
Sytuacja prawna i społeczna osób LGBT w Salwadorze – kodeks karny Salwadoru nie zawiera żadnych przepisów zabraniających kontaktów homoseksualnych.
4 maja 2010 roku prezydent Mauricio Funes wydał dekret zakazujący dyskryminacji ze względu na orientację seksualną i tożsamość płciową w sektorze publicznym.
Od 1996 roku organizuje się coroczne, czerwcowe Parady Gejowskie.
Obecnie Salawador nie uznaje związków osób tej samej płci. W kwietniu 2009 roku parlament przyjął w pierwszym czytaniu poprawkę do konstytucji zakazująca legalizacji małżeństw osób tej samej płci, ostatecznie jednak w październiku 2009 ją odrzucił.